# Знаменский, Александр Владимирович
Алекса́ндр Влади́мирович Знаменский (также известный как Вильямс Моор–Знаменский; 1877, Москва — 1928, Ленинград) — профессиональный артист цирка, гиревик, борец «на поясах».

## Биография
Родился в Москве в 1877 году.
В 1894 году семья переехала в Санкт-Петербург, где в возрасте 17 лет Александр увлёкся физическими упражнениями сначала самостоятельно, затем стал заниматься в кружке доктора В. Ф. Краевского и под его руководством.
В 1895 году пришёл работать в Измайловский сад — парк Санкт-Петербурга, где разбивали свои матерчатые шатры приезжие артисты цирков. Александр работал в цирке на арене, которую сам и содержал и где организовывал свои шоу, выход на арену с номерами по поднятию или удержанию тяжёлых предметов. В цирке он выполнял такие трюки, как: сальто и колесо с 2-пудовыми гирями по одной в каждой руке, пронос по цирковой арене рояля с тапёром (музыкантом) на спине, держал на груди платформу с оркестром, жал стоя правой рукой две 2-пудовые гири, носил на плечах живую лошадь и другие. Здесь Моор-Знаменский соревновался также и в борьбе «на поясах», переложил всех борцов, кроме мясника с лиговского рынка Трусова[какой?], которого смог одолеть только В. А. Пытлясинский. Тогда в цирке Чинизелли выступали силачи: эстонец Бесберг, варшавянин Василевский, австриец Паллер, Робине, Пытлясинский, Эмиль Фосс (Штеттен[где?], Германия), болгарин Никола Петров и Вильямс Моор-Знаменский.
В 1895 году 8 сентября побил рекорд атлета–художника Н. И. Кравченко в упражнении толчок руками, подняв вес 330 фунтов (135 кг) против 310 (127 кг).
В 1896 году в Санкт-Петербурге силач, борец и крупный коннозаводчик граф Г. И. Рибопьер возглавил добровольное атлетическое общество, собрав многих единомышленников в одном месте. В этом же году положил на лопатки самого Пытлясинского.
В 1897 году 20 февраля в возрасте 20 лет установил мировой рекорд, превзойдя баварского пивовара Ганса Бека в толчке штанги двумя руками одновременно 386 фунтов (158 кг).
В 1898 году в Воронеж приехал цирк братьев Труцци. Силачей в России было всего несколько человек и на каждого смотрели как на «чудо», в основном «заморское», поэтому первого атлета в Воронеже — Александра, выступавшего под псевдонимом Вильямс Моор-Знаменский, считали «греческим полубогом, сошедшим с Олимпа». Поскольку все силачи были в основном из-за границы, то для большей значимости и рекламы появилась мода среди местных силачей выступать под иностранными псевдонимами для привлечения внимания к себе и Александр выбрал себе прозвище Вильям Моор-Знаменский. Первым осмелившемся выступить против «полубога» был простой крестьянин Воронежской губернии Землянского уезда — Рябов П. И. (1858—1910) по прозвищу Проня Мартыновский или просто Проня.
Дирекция цирка итальянских братьев Труцци организовала борьбу между атлетами Проней и Моор-Знаменским. Проня и Моор-Знаменский закончили вничью и Труцци выписал в Воронеж борца итальянца Сен Паппи, с которым тоже была схватка вничью, аналогично закончилось выступление Прони с Эмилем Фоссом. По окончании выступлений силачей цирк уехал в город Козлов, где Моор-Знаменский вызывал всех любителей потягаться с ним силами. Рибопьер выписал Проню из Воронежа в Козлов, тот приехал и плотно положил Моор-Знаменского на лопатки. Вскоре Проня сам стал борцом-профессионалом и уже сам вызывал любителей посостязаться с ним. Тогда любители часто соревновались с профессионалами и это было обыденным делом, а профессионалы были не прочь проверить возможности новичков, поскольку соревноваться особо было не с кем.
В Козлове, на арене переполненного цирка произошёл скандал между Проней и Моором-Знаменским во время выступления, Проня уходил от нападений Моор-Знаменского, не вступая в бой долгое время, и Моор-Знаменский демонстративно стал боком к противнику, подняв руки вверх и был повержен. Выждав момент, Проня схватил соперника поясом и бросил на лопатки, одержав техническую победу, которая долго обсуждалась в газетах. Моор-Знаменский в ярости за эту «победу» ударил Проню, вскоре вмешалась полиция; в ту же ночь Моор-Знаменский покинул город Козлов (ныне Мичуринск, Тамбовская область) и скандал вскоре утих.
Вскоре в Санкт-Петербурге стал знаменитым мясник Трусов, торговавший днём на Лиговском рынке, а вечерами он боролся в цирках. Так, появилось первое поколение русских борцов-профессионалов, сформированное из числа атлетов-любителей.
В конце XIX века многие российские атлеты показывали результаты сильнейших штангистов мира, среди которых были Вильямс Моор-Знаменский и Сергей Морро-Дмитриев (Сергей Дмитриев, 1882—1928).
В 1899 году цензурный комитет одобрил к печати рукопись фундаментального труда «Катехизис здоровья» Краевского, написанную на основе опыта добившихся успехов атлетов Павла Ступина, Петра Крылова и Моор-Знаменского.
В 1901 году 5 марта (20 февраля) установил новый рекорд в толчке двух гирь двумя руками одновременно весом в 155 кг и 154 кг в присутствии членов Петербургского атлетического общества. В этом же году 11 августа в Риге, Августом Нейландом, директором театра-варьете «Олимпия» с рестораном Schnelles Variete, были организованы международные состязания по борьбе, на котором Знаменский получил звание чемпиона прибалтийских губерний. Выступали Алекс Аберг, Георг Лурих и другие. Позже, 25 октября, в цирке Георгия Швангерадзе (уроженца Кутаиси) в городе Либаве (ныне Лиепая) были организованы состязания по борьбе, в которых принимали участие профессионалы и любители, где каждый желающий мог проверить свои силы на арене; тогда появился термин «полупрофессионал». Участие приняли профессионалы Моор-Знаменский, Георг Лурих, Алекс Аберг, Иоганн Поль (род. 1867, Ратибор, ныне Ратцебург, Германия; псевдоним — Джон Поль Абс ІІ), Никола Петров, Юхан Канеп (под псевдонимом Дики Изанд), поляк Франц Беньковский (под псевдонимом Циклоп), Робине и 11 любителей, включая латыша Бургмейстера, ставшего позже знаменитым Иваном Романовым, участником Севастопольской обороны.
С 1902 года Моор-Знаменский стал участвовать в состязаниях по борьбе.
В 1914 году в марте во всероссийском спортивном журнале «Геркулес», издававшийся в Санкт-Петербурге, вышла статья о развитии спорта в Воронеже в начале XX века. Статья основана на рассказе «Спорт в Воронеже (1893—1914 годы)» о популярных видах спорта в крупнейшем городе Центрального Черноземья, который передал в редакцию спортсмен-атлет Николай Григорьевич Белотелов, один из первых организаторов и руководителей футбола в Михайловском Воронежском кадетском корпусе.
И. В. Лебедев в своём альбоме «Борцы» охарактеризовал Знаменского так: 
Специально про него римляне сложили пословицу: „Так проходит мирская слава“. Около 18 лет тому назад с шиком бил мировые рекорды по гирям и был великолепным борцом на поясах. На французской боролся, как… профессор математики, потому что из–за близорукости мог видеть противника только через стекла самого сильного пенсне. Теперь его забыли, хотя он по–прежнему строен, крепок и мускулист. А прежде… О–го–го! „Моор Моорыч“ было нарицательным именем. Кроме атлетических талантов обладает ещё выдающимися финансовыми способностями, которые не были достаточно оценены в России, но в Америке он, наверняка, основал бы банкирский дом. Говорит на 5 языках и читает Вольтера в подлиннике, – при публике с большим удовольствием, нежели без публики.
Историк тяжёлой атлетики А. А. Суханов писал о Моор-Знаменском, как и о С. Елисееве, в издании 1987 года иллюстрированного еженедельного журнала «Циклист», издававшегося в Москве с 1895 года: «Один из сильнейших профессионалов мира, русский силач Моор (Знаменский) имеет в толчке двумя руками 406 фунтов (166,26 кг)…». «Моор-Знаменский имеет в толчке двумя 406 фунтов и в жиме двумя 8 пудов 10 фунтов (135,13 кг). Один из первоклассных гиревиков не только России, но и мира… Корифей русского атлетического спорта» (из статьи Чаплинского, журнал «Русский спорт», 1911).
Александр Григорьевич Рибопьер позже отметит Моор-Знаменского как одного из профессиональных русских борцов первого поколения наряду с такими атлетами, как: Георг Лурих, бывший волжский крючник Иван Заикин, Пётр Янковский (больше известный по прозвищу «Урсус»), Константин Замуков, Павел Ступин, Лукин, Снежкин, Иван Поддубный и «король гирь» — москвич Пётр Крылов.
В 1917 году из-за вывиха в коленном суставе Моор-Знаменский покинул арену и устроился помощником начальника милиции в Москве.
Знаменский страдал близорукостью, что сказалось на его стиле борьбы «на поясах». Он любил читать и декламировать Вольтера, свободно владел пятью языками.
В 1928 году в возрасте 51 года скончался, сохранив до самой смерти превосходную физическую форму.

## Антропометрические данные

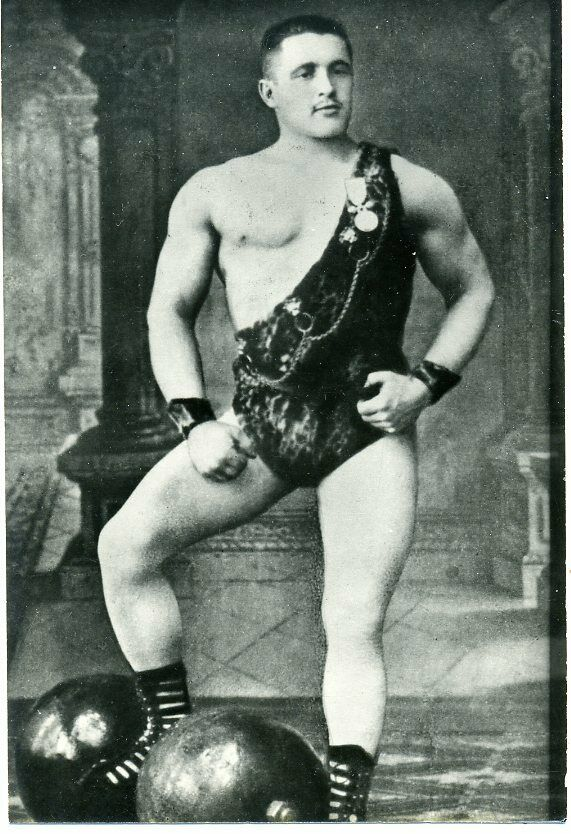
Изображение на открытке: Вильямс Моор-Знаменский с «бульдогом» для силового выступления в цирковом шоу

Александр отличался хорошим гармоничным сложением и рельефной мускулатурой, антропометрические данные во время выступлений:
- рост — 170 см
- вес — 88 кг
- грудная клетка — 118 см
- талия — 82 см
- шея — 46 см
- бицепс — 43 см
- икры — 40
- бедро — 61 см